# 戸羽太
戸羽 太（とば ふとし、1965年〈昭和40年〉1月2日 - ）は、日本の政治家。元岩手県陸前高田市長（3期）、陸前高田市助役→副市長、陸前高田市議会議員（3期）を務めた。

## 来歴
神奈川県足柄上郡松田町生まれ。東京都町田市育ち。町田市立鶴川第四小学校、町田市立鶴川中学校、東京都立町田高等学校卒業。実父は岩手県議会議員を3期務めた戸羽一男。母方の祖父は松田町議会議長、叔父も松田町助役を務めた。
10代の時はバンドを組んでプロミュージシャンを目指した。
アメリカに留学し、帰国後にソフトウェア会社に入社、28歳のときに陸前高田市の食品会社に入社。1995年に陸前高田市議選に出馬し、初当選を果たした。当選後は自由民主党系の会派「爽風会」に所属。
陸前高田市でタラソテラピー（海洋療法）施設の建設が計画された際は、この計画に反対し、住民投票条例制定を主張した。同様にタラソテラピー建設に反対した日本共産党に所属する市議の中里長門がタラソテラピー建設反対の運動を行う住民運動グループ「陸前高田市政を考える市民の会」から推されて陸前高田市長選に出馬した際、中里陣営の選挙対策本部で幹事長を務め、中里の当選に尽力した。なおこの市長選では、戸羽が所属する自民党系の爽風会も中里を支援し、異例の自共共闘が見られた。
2007年、中里市長から陸前高田市助役への就任を要請され、市議を辞職して助役に就任した。
2011年、中里長門市長の引退に伴い、市民団体「あたらしい陸前高田市をつくる市民の声」から推され、無所属で陸前高田市長選への出馬を表明。民主党推薦の、元県議で元副市長でもあった菅原一敏を破り、2011年2月6日に当選を果たした。

### 東日本大震災
市長就任（2011年2月13日）の約1ヶ月後の2011年（平成23年）3月11日、東北地方太平洋沖地震による津波で市役所が全壊、多くの職員が犠牲になった。また妻も行方不明となったが子供2人を親類宅に預けて職務を遂行、4月5日に妻の遺体を確認した。
4月2日には被災地を視察に訪れた内閣総理大臣菅直人に被災状況を説明、その後記者団に対して「一国のトップに直接訴え掛けができたのは大変ありがたい」と語った。
2015年2月、大差で再選した。
2019年2月、次点候補の紺野由夫と5票差で3選。
2023年2月、4選を目指して出馬するが、元農林水産省職員の佐々木拓に1195票差を付けられて、落選した。

## 著書
- 被災地の本当の話をしよう〜陸前高田市長が綴るあの日とこれから〜（ワニブックスPLUS新書、2011年8月 ISBN 4847065220）
- がんぱっぺし!ぺしぺしぺし!（大和出版、2013年3月 ISBN 4804762078）